# Атлантична прибережна пустеля
Атлантична прибережна пустеля — найзахідніший екорегіон пустелі Сахара у Північній Африці. Займає вузьку смугу вздовж узбережжя Атлантичного океану, де частіші тумани та серпанок, що утворюються на березі прохолодною Канарською течією, забезпечують достатньо вологи для підтримки різноманітних лишайників, сукулентів та чагарників.

## Географія
Охоплює 39 900 км² у Західній Сахарі та Мавританії.
На заході обмежено Атлантичним океаном, на сході — північносахарським степом та рідколіссям, на півночі — середземноморськими акацієво-арганієвими сухими рідколіссями, а на півдні — саваною акації Сахелю

## Клімат
Прохолодна океанська течія забезпечує стабільний стан атмосфери в пустелі.
Це призводить до зниження кількості опадів. Клімат сухий: близько 30 мм опадів за рік випадає у Дахлі, у Нуадібу — близько 40 мм.
На деяких територіях кілька років може бути дощу. Клімат — сонячний, сонячне сяяння — 3200 годин на рік.
Проте клімат трохи менш сонячний, ніж в інших частинах пустелі (через туман).
Повітря досить вологе, відносна вологість, як правило, перевищує 60 %, проте в глибині пустелі вона знижується до 30 %, причому вона може бути ще нижче. Температури нижче, ніж у інших частинах пустелі.
Середньодобова температура — 20° C (цифри наведені для Дахлі).
Середній максимум температури у Дахлі — 27 °C, середній мінімум — 13° C
.

## Екологія
Біорегіон досить багатий на ендемічні рослини, але не має ендемічної фауни.
Флора складається з різноманітних лишайників, сукулентів і посухостійких чагарників.
Тут водиться середземноморський тюлень-монах (Monachus monachus), а широкі затоки є важливими місцями зимівлі великої кількості палеарктичних болотних птахів.
Фламінго рожевий (Phoenicopterus roseus) та багато інших водоплавних птахів збираються на водно-болотних угіддях під час своїх міграцій. Ссавці, що тут зустрічаються: Gazella dorcas, Canis lupaster, Vulpes zerda, Vulpes rueppelli, Felis margarita, Mellivora capensis та Hyaena hyaena.